# 2521 Heidi
För andra betydelser, se Heidi.
2521 Heidi eller 1979 DK är en asteroid i huvudbältet som upptäcktes den 28 februari 1979 av den Schweiziska astronomen Paul Wild vid Observatorium Zimmerwald. Den har fått sitt namn efter huvudkaraktären Heidi i boken Heidi av den Schweiziska författaren Johanna Spyri.
Den tillhör asteroidgruppen Gefion.